# Brasilianische Badmintonmeisterschaft 2016
Die Brasilianische Badmintonmeisterschaft 2016, gleichzeitig auch 23º Copa Sul de Badminton, fand vom 16. bis zum 20. November 2016 in Novo Hamburgo statt.

## Medaillengewinner
| Disziplin    | Gold                           | Silber                               | Bronze                                                          |
| ------------ | ------------------------------ | ------------------------------------ | --------------------------------------------------------------- |
| Herreneinzel | Artur Silva Pomoceno           | Cleyson Nobre dos Santos             | Matheus Voigt                                                   |
| Herreneinzel | Artur Silva Pomoceno           | Cleyson Nobre dos Santos             | Mateus Cutti                                                    |
| Dameneinzel  | Lohaynny Vicente               | Fabiana Silva                        | Mariana Freitas                                                 |
| Dameneinzel  | Lohaynny Vicente               | Fabiana Silva                        | Paloma da Silva                                                 |
| Herrendoppel | Daniel Paiola Hugo Arthuso     | Alex Tjong Leonardo Alkimin          | Alisson de Souza Vasconcellos Rodolfo Augusto Salles de Almeida |
| Herrendoppel | Daniel Paiola Hugo Arthuso     | Alex Tjong Leonardo Alkimin          | Italo Hauer Antonacio Lucas Constant da Silva                   |
| Damendoppel  | Fabiana Silva Lohaynny Vicente | Amanda dos Santos Jaqueline Carvalho | Mariana Freitas Thalita Correa                                  |
| Damendoppel  | Fabiana Silva Lohaynny Vicente | Amanda dos Santos Jaqueline Carvalho | Marta Lopes Paloma da Silva                                     |
| Mixed        | Alex Tjong Lohaynny Vicente    | Hugo Arthuso Fabiana Silva           | Leonardo Alkimin Ana Paula Campos                               |
| Mixed        | Alex Tjong Lohaynny Vicente    | Hugo Arthuso Fabiana Silva           | Luíz dos Santos Mariana Freitas                                 |